# Хапун
Хапун (біл. Хапун; від біл. хапаць — хапати) — персонаж білоруської міфології, лісовий дух, що живе глибині лісу у невеличкій хаті біля болота. Він літає по лісу та викрадає маленьких неслухняних дітей.

## Опис
Хапун це лісовий дух, що живе в глибині лісу у невеличкій хаті біля болота й ті, кого він вкрав також були забов'зані там жити. Ніхто не міг дістатися до його будинку і ніхто не міг звідти втекти. Найчастіше постає у вигляді стариганя неймовірно високого зросту — він настільки високий, що ніхто неспроможний сховатися від нього, з надзвичайно довгою бородою до самих колін та такими ж ногами й руками й очима без зіниць. Він завжди одягнений в зимове пухове пальто і теплу шапку й носить із собою величезну сумку, у яку кладе викрадених дітей, й ніхто не міг чути крик дитини з цієї сумки. Він часто літає по лісі та хапає маленьких неслухняних дітей, особливо тих, хто не слухається своїх батьків або тих, хто пішов з дому. Хапун літає настільки швидко, що жодна жива істота не здатне здогнати його. Однак, крім польотів він часто ходить й пішки. Коли викрадені діти виростають — вони перетворюються на таких же величезних викрадачів-хапунів, з неймовірно довгою бородою.